# Bakterienruhr
Die Bakterienruhr (synonym: Shigellose, Shigellendysenterie, Shigellenruhr, Bazillenruhr, bazilläre Dysenterie) ist eine von verschiedenen Shigellen-Arten (Ruhrbazillen) ausgelöste Dysenterieerkrankung mit Durchfällen und Stuhlzwang (Tenesmen), die hauptsächlich den Dickdarm befällt. Zur Wortherkunft „Ruhr“ siehe Dysenterie.

## Geschichte
Früher kam es regelmäßig zu großen Shigellose-Epidemien. Hunger, Armut und mangelnde Hygiene begünstigten die Ausbrüche – damit naturgemäß besonders in ärmeren Bevölkerungsgruppen, aber auch in Kriegszeiten (während des amerikanischen Bürgerkriegs erkrankten mehr als eine halbe Million Menschen) und in Gruppen-Unterkünften.
Der japanische Mikrobiologe Kiyoshi Shiga war Entdecker und Namensgeber des Erregers und der Erkrankung. Er stellte die Keime erstmals im Laufe einer Shigelloseepidemie im Jahr 1897 aus dem Stuhl von Erkrankten dar.
Im Jahr 1904 hatten zur Anwendung bei der bazillären Dysenterie Rudolf Kraus und Robert Doerr eine Serotherapie entwickelt.

## Übertragung
Die Infektion erfolgt meistens fäkal-oral, insbesondere über die orale Aufnahme von Spuren von  Urin oder Kot infizierter Wirte. Der Mensch ist der einzige Reservoirwirt, die Verbreitung erfolgt unter anderem durch Fliegen. Im Gegensatz zu den ähnlichen Salmonellen sind Shigellen säurestabil, werden also im Magen nicht abgetötet.
Die Bakterienruhr tritt meistens in Gebieten mangelnder hygienischer Versorgung auf, mit schwereren Verlaufsformen bei einer geschwächten Immunabwehr oder bei Mangelernährung.

## Epidemiologie
Die Ursache ist eine Infektion mit Shigellen, von denen vier Spezies bekannt sind:
- Gruppe A, Shigella dysenteriae: Tropen, Subtropen, 10 Serovarianten, bildet sowohl ein Endotoxin als auch ein Ektotoxin (Shiga-Toxin), das zu schweren Krankheitsbildern führt. Die Letalität liegt bei fünf bis 15 Prozent.[3]
  - Shigella ambigua, Schmitz-Bakterium, bildet ebenfalls Ektotoxine.
- Gruppe B, Shigella flexneri: kein Exotoxin, weltweit verbreitet, i. A. mildere Verlaufsform als bei Gruppe A.
- Gruppe C, Shigella boydii: Vorderasien und Nordafrika, selten, leichter Verlauf.
- Gruppe D, Shigella sonnei: Mitteleuropa, v. a. bei Kindern, kein Exotoxin, meist flüchtiger und harmloser Verlauf („Sommer-Durchfall“).

## Pathogenese
Die Erreger werden über den Darm aufgenommen und zum Teil resorbiert. Die toxischen Erreger der Gruppe A sondern Endo- und Ektotoxine ab, die neben allgemeinen toxischen Schäden auch Schleimhautveränderungen und Geschwürbildung bewirken können. Die häufigeren nichttoxischen Erreger-Varianten der Gruppen B, C und D bilden nur Endotoxine, wobei Infektionen im Allgemeinen leichter verlaufen.

## Verlauf
Die Bakterienruhr hat eine Inkubationszeit von 2 bis 7 Tagen. Man unterscheidet zwei Verlaufsformen, eine toxische Bakterienruhr, die dem Paratyphus ähnelt, und eine leichtere, welche der infektiösen Gastroenteritis ähnelt.
Die toxische Bakterienruhr ist charakterisiert durch häufige blutig-schleimige Durchfälle, Fieber, Appetitlosigkeit, Abgeschlagenheit, Bauchschmerzen/Koliken und heftige Tenesmen. Der große Flüssigkeits- und Elektrolytverlust und die Aufnahme von Bakterientoxinen stellen die größten Gefahren dar, durch die es zur Exsikkose, Nierenversagen, Kreislaufkollaps, Krämpfen und Koma kommen kann.
Die mildere Verlaufsform geht mit geringeren toxischen Erscheinungen einher. Die Symptome sind Fieber, Erbrechen, Tenesmen sowie wässrige Durchfälle mit Beimengungen von Schleim und Blut.
Bei schweren Verläufen kann es zu Darmblutungen und Geschwürperforationen kommen, welche die Gefahr einer Peritonitis bergen.
Als Krankheitsfolge kann es zu einer reaktiven Arthritis (Reitersyndrom) kommen, die meist spontan verschwindet.
Nach überstandener Erkrankung scheidet die Person noch etwa vier Wochen Erreger aus. Eine überstandene Shigellose bietet eine gewisse Immunität gegen Erreger des gleichen Typs.

## Diagnostik
Die Diagnose wird anhand der klinischen Symptome gestellt. Der Erreger wird durch kulturelle, bakteriologische Untersuchung eines Abstrichs aus dem Enddarm nachgewiesen.

## Vorbeugung und Behandlung
Die grundlegende Vorbeugung sind Hygienemaßnahmen wie etwa Sauberkeit bei der Trinkwasser- und Nahrungszubereitung, regelmäßige Händedesinfektion und Fäkalienbeseitigung.
Die Therapie besteht heute aus einer Verbesserung der Immunabwehr des Patienten, Ersatz von Wasser und Elektrolyten (z. B. WHO-Trinklösung) sowie Antibiotika wie Chinolon-Antibiotika oder Ampicillin intravenös. Da einige Shigellen durch R-Plasmide multiresistent sind, ist eine eventuelle Korrektur der Antibiotika nach Antibiogramm erforderlich. Bei krampfartigen Bauchschmerzen kann die Gabe eines Spasmolytikums wie N-Butylscopolamin sinnvoll sein.
Obstipierende Mittel wie Loperamid unterdrücken zwar die Durchfälle, verzögern aber die Ausscheidung der Erreger aus dem Körper. Daher sind diese Mittel höchstens kurzfristig einzusetzen.

## Prognose
Bei den leichteren Formen ist die Prognose relativ günstig, bei schwereren Formen beträgt die Letalität 3–10 %.

## Meldepflicht
In Deutschland ist Bakterienruhr (Shigellose) unter Umständen eine meldepflichtige Krankheit (z. B. für Beschäftigte in Küchen und Gaststätten) nach § 6 Absatz 1 Satz 1 Nummer 2 des Infektionsschutzgesetzes (IfSG).
Namentlich meldepflichtig ist nämlich

„2. der Verdacht auf und die Erkrankung an einer mikrobiell bedingten Lebensmittelvergiftung oder an einer akuten infektiösen Gastroenteritis, wenn a) eine Person betroffen ist, die eine Tätigkeit im Sinne des § 42 Abs. 1 ausübt, b) zwei oder mehr gleichartige Erkrankungen auftreten, bei denen ein epidemischer Zusammenhang wahrscheinlich ist oder vermutet wird, […]“

Die namentliche Meldepflicht besteht dann bei Verdacht und Erkrankung.
In Deutschland ist ebenfalls der direkte oder indirekte Nachweis der Erreger Shigella sp. namentlich meldepflichtig nach § 7 des Infektionsschutzgesetzes, soweit der Nachweis auf eine akute Infektion hinweist. Nach dem Recht Sachsens besteht zudem eine namentliche Meldepflicht bezüglich Erkrankung und Tod an Shigellose. 2020 kam es in Deutschland zu 139 nachgewiesenen Fällen, 2021 zu 141.
In der Schweiz ist der positive und negative laboranalytische Befund zu Shigella spp. meldepflichtig und zwar nach dem Epidemiengesetz (EpG) in Verbindung mit der Epidemienverordnung und Anhang 3 der Verordnung des EDI über die Meldung von Beobachtungen übertragbarer Krankheiten des Menschen.